# Bäjken Äszymow
Bäjken Äszymuły Äszymow (ros. Байке́н Аши́мович Аши́мов, ur. 10 sierpnia 1917 w Szabakbaju k. Kokczetawu, zm. 5 lutego 2010 w Ałmaty) – radziecki i kazachski polityk, prezes Rady Ministrów Kazachskiej SRR w latach 1970–1984, przewodniczący Prezydium Rady Najwyższej Kazachskiej SRR w latach 1984–1985, Bohater Pracy Socjalistycznej (1977).

## Życiorys
W latach 1932–1935 uczył się w Pietropawłowskiej Fabryczno-Ślusarskiej Szkole Kolei Żelaznej, a od 1935 do 1938 w Leninowskim Agronomo-Zootechnicznym Technikum Gospodarstwa Wiejskiego. W 1938 został kierownikiem wydziału politycznego rejonowego komitetu Komsomołu obwodu północnokazachstańskiego, w tymże roku został powołany do służby w Armii Czerwonej w Kijowskim Okręgu Wojskowym, gdzie był słuchaczem szkoły młodszych dowódców. Od 1939 zastępca politruka kompanii, starszy pisarz wydziału politycznego 131 Dywizji Strzeleckiej. Od 1940 członek WKP(b), sekretarz biura oddziału Komsomołu. 1941-1942 nauczyciel w szkole średniej w obwodzie Kokczetaw, od 1942 ponownie w Armii Czerwonej, słuchacz Charkowskiej Szkoły Wojskowo-Politycznej w Taszkencie, po czym służył jako zastępca dowódcy kompanii ds. politycznych 1232 pułku strzeleckiego 370 Dywizji Strzeleckiej Frontu Północno-Zachodniego. Od 1943 instruktor wydziału politycznego 87 Brygady Strzeleckiej 1 Frontu Białoruskiego, w 1944 został dwukrotnie ranny w walce i odesłany do szpitala w Nowosybirsku. Po powrocie na front brał udział m.in. w walkach z Niemcami na terytorium Polski. Za męstwo i odwagę odznaczony czterema orderami i medalem.
W latach 1945–1948 sekretarz rejonowego komitetu wykonawczego, od 1948 zastępca przewodniczącego Ajrtauskiego Rejonowego Komitetu Wykonawczego, 1948–1950 II sekretarz ajrtauskiego rejonowego komitetu partyjnego. W latach 1950–1952 kierownik działu rolnego zerendińskiego komitetu rejonowego, 1952–1955 I zastępca kierownika Kokczetawskiego Obwodowego Departamentu Rolnictwa. W latach 1955–1957 studiował w Leningradzkim Instytucie Zoologii Stosowanej i Fitopatologii, 1955–1957 I zastępca naczelnika, a od 1959 naczelnik Kokczetawskiego Obwodowego Departamentu Rolnictwa i równocześnie II sekretarz Obwodowego Komitetu Komunistycznej Partii Kazachstanu (KPK) w Kokczetawie. W latach 1968–1970 I sekretarz Komitetu Obwodowego KPK w Tałdykorganie, 1969 zaocznie ukończył Wyższą Szkołę Partyjną przy KC KPZR. Od 31 marca 1970 do 22 marca 1984 prezes Rady Ministrów Kazachskiej SRR, następnie do 27 września 1985 przewodniczący Prezydium Rady Najwyższej Kazachskiej SRR. Równocześnie w latach 1984–1985 był zastępcą przewodniczącego Prezydium Rady Najwyższej ZSRR. W latach 1971–1986 członek KC KPZR, deputowany do Rady Najwyższej ZSRR 8 i 9 kadencji.

## Odznaczenia
- Order „Ojczyzna” (Kazachstan – 2007)
- Order „Szlachetność” (Kazachstan)
- Medal Sierp i Młot Bohatera Pracy Socjalistycznej (1977)
- Order Lenina (czterokrotnie)
- Order Czerwonego Sztandaru Pracy (dwukrotnie)
- Order Wojny Ojczyźnianej I klasy (dwukrotnie)
- Order Czerwonej Gwiazdy
- Medal „Za zasługi bojowe”
- Krzyż Srebrny Orderu Virtuti Militari (Polska)